# Жабыко, Сергей Михайлович
Сергей Михайлович Жабыко (3 сентября 1973) — российский футболист, вратарь.

## Карьера
Начинал свою взрослую карьеру в клубе второй лиги «Гатчина». В сезоне 1997-98 Жабыко вместе с другими футболистами, игравшими за коллективы Ленинградской области, Михаилом Коротаевым и Александром Молевым, выступал за клуб эстонской Мейстрилиги «Транс» (Нарва).
Некоторое время защищал цвета петербургских футзальных команд. Позднее Жабыко защищал ворота команды «Петрович» в различных любительских турнирах.